# Horley
Horley è una cittadina di 21 232 abitanti della contea del Surrey, in Inghilterra. La sede della compagnia aerea Norwegian Air UK si trova in città.